# Cœur de canard
 (février 2014).
Cœur de canard  est le premier album publié dans la série Donjon Zénith de la saga Donjon, numéroté 1, dessiné par Lewis Trondheim, écrit par Lewis Trondheim et Joann Sfar, mis en couleur par Lewis Trondheim et publié en mars 1998.

## Résumé
Au Donjon, une délégation de créatures encapuchonnées tente de convaincre le Gardien, le propriétaire des lieux, de leur vendre l'endroit. Après avoir essuyé un refus, elles se font éconduire par Marvin, guerrier du Donjon.
Le gardien, inquiet des desseins de ces visiteurs, va demander à ce qu'un puissant aventurier soit débauché afin d'enquêter. Son choix va se porter sur le barbare Ababakar Octopuce, « prince sans principauté qui foule de sa sandale les tombeaux des rois ». Cependant, alors qu'Herbert de Vaucanson, un modeste employé du Donjon, essaye d'entrer en contact avec lui, il est décapité par Zongo, un des monstres des lieux.
Craignant des représailles de la part du gardien pour avoir échoué dans sa mission, et n'arrivant pas à faire porter la faute à Zongo, Herbert décide de prendre la place du guerrier. Il lui prend alors ses bottes et son épée qui se révèle être l'un des objets du destin.
Commence pour lui une série d'aventures en compagnie de Marvin avec qui il sympathisera.